# Raymond Saladin
Raymond Jules Marie Saladin (* 28. Dezember 1889 in Paris; † 20. Mai 1975 in Mandelieu-la-Napoule) war ein französischer Autorennfahrer. 

## Karriere als Rennfahrer
Raymond Saladin startete 1926 beim 24-Stunden-Rennen von Le Mans. Er war Teamkollege von René Bonneau auf einem Werks-Jousset-M1-Tourisme, der nach 64 gefahrenen Runden einen Motorschaden hatte.

## Statistik

### Le-Mans-Ergebnisse
| Jahr | Team                   | Fahrzeug            | Teamkollege  | Platzierung | Ausfallgrund |
| ---- | ---------------------- | ------------------- | ------------ | ----------- | ------------ |
| 1926 | Automobiles Jousset SA | Jousset M1 Tourisme | René Bonneau | Ausfall     | Motorschaden |